# 2019년 텔리파아트 충돌
2019년 텔리파아트 충돌은 터키 및 터키 지원 자유 시리아군과 시리아 민주군의 인민수호부대가 시리아 알레포 주의 텔리파아트에서 충돌한 사건이다. 터키군이 초기에 인민수호부대를 몰아내고 마을을 점령했으나, 시리아 민주군의 거센 저항으로 터키군과 터키 지원 자유 시리아군은 물러났다.

## 배경
인민수호부대와의 대치 중 터키군 병사 2명이 사망하고 1명이 부상을 입으면서 2019년 5월 4일 터키 국방부는 이에 대한 보복으로 23명의 인민수호부대 대원들을 사살했다고 주장했다. 사건 이후 리우터는 터키가 "필요하다면" 더 큰 작전을 개시할 것이라고 말했다. 작전의 목표는 터키군과 자유 시리아군에 대한 텔리파아트 지역의 반란 공격들을 멈추는 것도 포함되어 있었다.

## 전투
2019년 5월 4일, 터키 지원 자유 시리아군은 인민수호부대에 맞서 텔리파아트 지역에서 작전을 개시하였다고 선언했다. 터키 지원 자유 시리아군은 초기에 3개의 마을을 점령했다. 마을들을 점령한 이후 터키 지원 자유 시리아군은 "우리들의 열망은 텔리아파트와 그 너머에 있는 곳까지 도달하는 것이다"라고 말했다. 그러나 이후 시리아 민주군의 거센 포격과 마을 내에 위치한 수많은 지뢰들로 인해 터키 지원 자유 시리아군과 터키군은 철수할 수 밖에 없었고, 쿠르드 군대는 3개의 마을을 모두 재점령했다.
다음 날, 터키와 러시아가 합동 비무장지대를 수립하기 위한 협상을 개시하기 위해 공세는 취소되었다.